# Seychellernas herrlandslag i fotboll
Seychellernas herrlandslag i fotboll representerar Seychellerna i fotboll på herrsidan, och spelade sin första match den 13 mars 1974, då det blev bortastryk med 0-2 mot Réunion. Laget kallas Piraterna och kontrolleras av Seychellernas fotbollsfederation (SFF). Laget är medlem i CAF och de spelar större delen av sina matcher på stadion Stade Linité i Roche Caiman.
30 juli 2009 accepterade tränaren Richard Holmlund ett erbjudande att bli förbundskapten för Seychellernas A och U21-landslag för herrar. Hans senaste tränarjobb var med KIF Örebro DFF i Damallsvenskan. Efter bara fyra månader så avgick Holmlund med motiveringen att bland annat förbundets satsningar höll inte måttet och återgår till tränarjobbet för KIF Örebro DFF. Nuvarande tränare är Jan Mak, som varit verksam i Sverige i ett flertal år.